# Kévin N'Doram
Kévin N'Doram (sinh ngày 22 tháng 1 năm 1996) là một cầu thủ bóng đá chuyên nghiệp người Pháp hiện đang thi đấu cho câu lạc bộ Al-Kholood tại Saudi Pro League ở vị trí tiền vệ phòng ngự và trung vệ. Anh là con của cựu cầu thủ bóng đá người Chad Japhet N'Doram.

## Sự nghiệp thi đấu
N'Doram là sản phẩm của lò đào tạo Monaco. Anh ta ra mắt vào ngày 20 tháng 8 năm 2016, trong chiến thắng 1–0 trước Nantes. N'Doram ghi bàn đầu tiên vào ngày 2 tháng 1 năm 2017 trong trận đấu ở vòng 32 đội Cúp bóng đá Pháp 2016-17 trước Chambly.
Vào tháng 11 năm 2019, N'Doram không bị thương trong một vụ tai nạn xe hơi, nhưng đồng đội của anh, Manuel Cabit, bị thương nặng.
Vào ngày 4 tháng 6 năm 2020, N’Doram ký hợp đồng 4 năm với Metz với giá 4 triệu Euro.

## Thống kê sự nghiệp
Tính đến 8 tháng 10 năm 2022
| Monaco B            | 2013–14             | CFA                 | 6   | 0 | — | — | — | — | — | — | — | — | 6   | 0 |
| Monaco B            | 2014–15             | CFA                 | 2   | 0 | — | — | — | — | — | — | — | — | 2   | 0 |
| Monaco B            | 2015–16             | CFA                 | 24  | 0 | — | — | — | — | — | — | — | — | 24  | 0 |
| Monaco B            | 2016–17             | CFA                 | 12  | 1 | — | — | — | — | — | — | — | — | 12  | 0 |
| Monaco B            | 2017–18             | National 2          | 2   | 0 | — | — | — | — | — | — | — | — | 2   | 0 |
| Monaco B            | 2018–19             | National 2          | 4   | 0 | — | — | — | — | — | — | — | — | 4   | 0 |
| Monaco B            |                     |                     | 50  | 1 | — | — | — | — | — | — | — | — | 50  | 1 |
| Monaco              | 2016–17             | Ligue 1             | 5   | 0 | 2 | 1 | 0 | 0 | 1 | 0 | — | — | 8   | 1 |
| Monaco              | 2017–18             | Ligue 1             | 11  | 0 | 2 | 0 | 2 | 0 | 1 | 0 | 0 | 0 | 16  | 0 |
| Monaco              | 2018–19             | Ligue 1             | 4   | 0 | 0 | 0 | 0 | 0 | 1 | 0 | 0 | 0 | 5   | 0 |
| Monaco              | Total               | Total               | 20  | 0 | 4 | 1 | 2 | 0 | 3 | 0 | 0 | 0 | 29  | 1 |
| Metz (loan)         | 2019–20             | Ligue 1             | 20  | 0 | 1 | 0 | 1 | 0 | — | — | — | — | 22  | 0 |
| Metz                | 2020–21             | Ligue 1             | 6   | 0 | 0 | 0 | — | — | — | — | — | — | 6   | 0 |
| Metz                | 2021–22             | Ligue 1             | 19  | 0 | 0 | 0 | — | — | — | — | — | — | 19  | 0 |
| Metz                | 2022–23             | Ligue 2             | 10  | 0 | 0 | 0 | — | — | — | — | — | — | 10  | 0 |
| Metz                | Tổng cộng           | Tổng cộng           | 35  | 0 | 0 | 0 | — | — | — | — | — | — | 35  | 0 |
| Tổng cộng sự nghiệp | Tổng cộng sự nghiệp | Tổng cộng sự nghiệp | 125 | 1 | 5 | 1 | 3 | 0 | 3 | 0 | 0 | 0 | 136 | 2 |

## Danh hiệu
AS Monaco
- Ligue 1: Vô địch mùa 2016–17[8]
- Á quân Coupe de la Ligue: 2017–18[9]